# Thermo Electron
Thermo Electron ou Thermo Electron Corporation (NYSE: TMO) est une entreprise américaine fondée en 1956 et qui fut jusqu'à sa fusion avec Fisher Scientific en 2006, l'un des principaux fournisseurs d'instruments analytiques et de services pour de nombreux domaines scientifiques et techniques. L'entreprise fournissait des instruments de mesure, équipements, réactifs et consommables, ainsi que des services d'aide à la recherche, à la production, à l'analyse, à la découverte et au diagnostic.

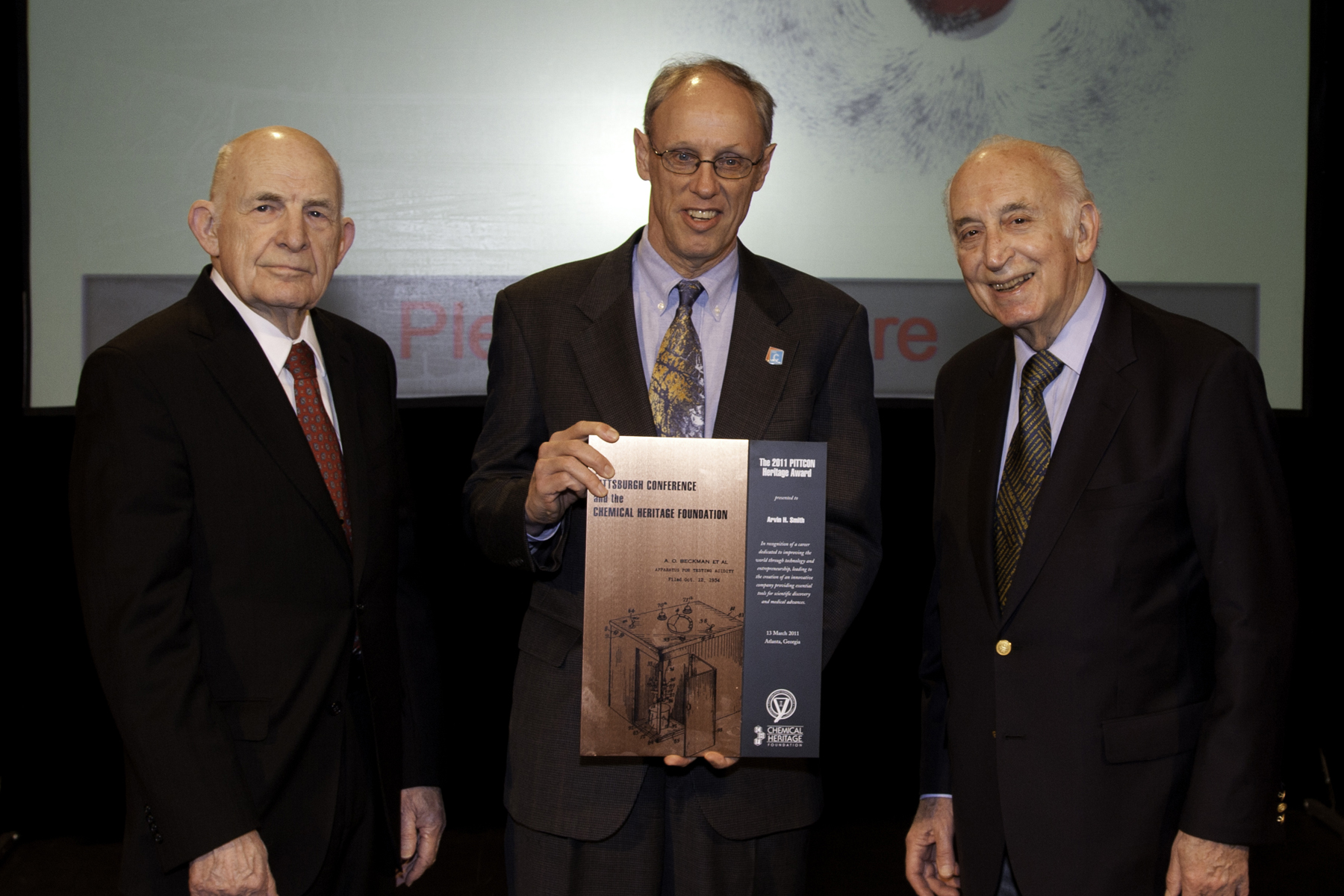
Arvin Smith et George Hatsopoulos recevoir le 2011 Pittcon Prix du Patrimoine de Tom Tritton de la Chemical Heritage Foundation

L'entreprise fusionne en 2006 avec Fisher Scientific pour donner naissance au groupe Thermo Fisher Scientific. 

## Histoire
Thermo Electron est cofondée en 1956 par George N. Hatsopoulos, titulaire d'un doctorat du MIT en génie mécanique, et Peter M. Nomikos, diplômé de Harvard.
Après avoir obtenu son diplôme de l'université du Nord-Est en 1959, Jean Hatsopoulos (frère de George) rejoint la société en tant que directeur financier. Arvin Smith rejoint la société en 1970, et en devint le Président à partir de janvier 1998.
Le 14 mai 2006, Thermo et Fisher Scientific annoncent leur fusion en tax-free stock-for-stock. La société issue de la fusion prend le nom de Thermo Fisher Scientific. La fusion est déclarée effective le 9 novembre 2006. Toutefois, la Commission Fédérale du Commerce américaine (Federal Trade Commission - FTC) juge que l'acquisition a été anticoncurrentielle concernant l'approvisionnement en évaporateurs centrifuges, forçant dès lors Fisher à se départir de Genevac. Genevac est vendu en avril 2007 à Riverlake Partners LLC et la fusion finalement close avec l'approbation de la FTC.
En 2011, Thermo Fisher Scientific, enregistre des bénéfices records de plus de 11 milliards de dollars, et emploie 37 000 personnes.